# Alexandre Julien Delafosse
Pour les articles homonymes, voir Delafosse.
Alexandre Julien Delafosse (1er mai 1801, Bazouges-la-Pérouse - 30 juillet 1868, Bazouges-la-Pérouse), est un magistrat et homme politique français.

## Biographie
Alexandre Julien Delafosse est le fils de Julien Joseph Delafosse, avocat, maire de Bazouges-la-Pérouse (1801-1811), et de Charlotte Anne Bôcher.
Magistrat, maire de Bazouges-la-Pérouse de 1822 à 1830, il fut élu le 13 mai 1849 représentant d'Ille-et-Vilaine à l'Assemblée législative. 
D'opinions conservatrices et légitimistes, il prit place à droite et s'associa jusqu'au bout aux opinions et aux votes de la majorité antirépublicaine. 
Il vota pour l'expédition de Rome, pour les poursuites coutre les représentants de la Montagne compromis dans l'affaire du 13 juin, pour la loi Falloux-Parieu sur l'enseignement, pour la loi restrictive du suffrage universel, et rentra dans la vie privée lors du coup d'État du 2 décembre 1851.
Gendre de Louis Joseph Le Beschu de Champsavin, il est le père de Marie-Joseph Delafosse.

## Pour approfondir